# Amélie Rivat
Pour les articles homonymes, voir Rivat.
Amélie Rivat-Mas, née le 14 novembre 1989 à Lyon, est une coureuse cycliste française, professionnelle entre 2012 et 2017.

## Biographie
Amélie Rivat est née à Lyon où elle est assistante de gestion. Elle a commencé sa carrière au club cycliste de Saint-Martin-en-Haut, commune où elle s'est mariée.
Après six podiums en catégorie jeunes, elle obtient trois fois la médaille d'argent en catégorie élite au championnat de France de la course en ligne (2010, 2013 et 2017), ainsi qu'une médaille de bronze en 2014. Son premier titre important est le classement général de la Coupe de France en 2014.
Fin 2017, elle annonce mettre fin à sa carrière.

## Palmarès

### Par années
- 2006
  - 3e du championnat de France sur route juniors
- 2007
  - 3e du championnat de France du contre-la-montre juniors
- 2008
  - Grand Prix Fémin'Ain
  - Championne Rhône alpes espoir sur route
  - 2e du championnat Rhône alpes élite sur route
  - 3e du championnat de France sur route espoirs
- 2009
  - 2e du Grand Prix Fémin'Ain
  - 3e de Prix de la Ville du Mont Pujols
- 2010
  - 2e du championnat de France sur route
  - 2e du championnat de France sur route espoirs
  - Championne Rhône alpes élite sur route
- 2011
  - 2e du championnat de France sur route espoirs
  - 4e du championnat d'Europe sur route espoirs
- 2012
  - 3e de la coupe de France
  - Championne Rhône alpes élite sur route
- 2013
  - Grand Prix Fémin'Ain
  - 2e du championnat de France sur route
- 2014
  - Coupe de France
  - Prix de la Ville du Mont Pujols
  - Championne Rhône alpes élite sur route
- 2015
  - 2e du Cholet-Pays de Loire Dames
  - 3e du championnat de France sur route
  - Championne Rhône alpes élite sur route
- 2016
  - 3e de la Classique Morbihan
- 2017
  - 2e du championnat de France sur route

### Classements UCI
| Année          | 2010 | 2011 | 2012 | 2013 | 2014 | 2015 | 2016 | 2017 |
| Classement UCI | 239e | 120e | 442e | 121e | 149e | 101e | 105e | 363e |
| Coupe du monde |      |      | 115e | 104e | 80e  | 106e | -    | -    |